# Kanton Hénin-Beaumont-1
Der Kanton Hénin-Beaumont-1 ist seit 2015 ein französischer Wahlkreis im Arrondissement Lens, im Département Pas-de-Calais und in der Region Hauts-de-France; sein Hauptort ist Hénin-Beaumont. 

## Gemeinden
Der Kanton besteht aus vier Gemeinden und Gemeindeteilen mit insgesamt 34.873 Einwohnern (Stand: 1. Januar 2022) auf einer Gesamtfläche von 24,06 km²:
| Gemeinde                | Einwohner 1. Januar 2022 | Fläche km² | Dichte Einw./km² | Code INSEE | Postleitzahl |
| ----------------------- | ------------------------ | ---------- | ---------------- | ---------- | ------------ |
| Dourges                 | 6.068                    | 10,48      | 579              | 62274      | 62119        |
| Hénin-Beaumont          | 8.878                    | 4,56       | 1.947            | 62427      | 62110        |
| Montigny-en-Gohelle     | 9.667                    | 3,50       | 2.762            | 62587      | 62640        |
| Oignies                 | 10.260                   | 5,52       | 1.859            | 62637      | 62590        |
| Kanton Hénin-Beaumont-1 | 34.873                   | 24,06      | 1.449            | 6227       | –            |

1. ↑   Nur der nördliche Teil der Gemeinde, der Rest gehört zum Kanton Hénin-Beaumont-2.